# Baumann's Reinette
Baumann's Reinette es el nombre de una variedad cultigen de manzano (Malus domestica).
Se cree que fue criado en Bélgica por Van Mons. Fue dedicado a los hermanos Baumann de Bouxwiller, Bélgica. Existe un grabado en 1811. Las frutas son de textura bastante gruesa, bastante jugosas, un poco ácido con un ligero sabor aromático.

## Sinónimos
- "Baumanns Reinette",
- "Baumanns Renette",
- "Red Winter",
- "Celerina",
- "Red Winter Reinette".[4]

## Historia
'Baumann's Reinette' es una variedad de manzana, cultigen obtenida de una plántula fortuita criada por Van Mons en Bruselas (Bélgica) en 1811. Nombrada en honor de los Hermanos Baumann, horticultores de Bollweiller (Bolwyller, Alsacia) en el alto valle del Rin.
'Baumann's Reinette' se cultiva en la National Fruit Collection con el número de accesión: 2000-017 y Accession name: Baumann's Reinette.
Recibió un Certificado de Primera Clase de la Royal Horticultural Society en 1878.

## Características
'Baumann's Reinette' tiene un tiempo de floración que comienza a partir del 5 de mayo con el 10% de floración, para el 10 de mayo tiene una floración completa (80%), y para el 16 de mayo tiene un 90% caída de pétalos.
'Baumann's Reinette' tiene una talla de fruto es de mediano, forma plana, con una altura de 57.00mm, y con una anchura de 63.00mm ; con nervaduras débiles, corona media; epidermis con color de fondo amarillo, con sobre color rojo en una cantidad de color superior de alto a muy alto, con sobre patrón de color rayado, "russeting" (pardeamiento áspero superficial que presentan algunas variedades) muy bajo, pequeñas lenticelas rojizas; cáliz grande y abierto, ubicado en una cuenca profunda y ancha; pedúnculo delgado y corto, colocado en una cavidad ancha y profunda, enroscada con rayos que se extienden sobre el hombro; carne crujiente, textura de la pulpa gruesa y color de la pulpa blanco, sabor dulce, jugoso, y subacido.
Su tiempo de recogida de cosecha se inicia a finales de septiembre. En almacenamiento en frío aguanta cuatro meses.
'Baumann's Reinette' es el Parental-Padre de las variedades de manzana:
- 'John Divers'
- 'Geheimrat Doktor Oldenburg'.[4]

## Usos
A menudo se come fresco, manzana de mesa, pero también es una buena manzana para cocinar.
Recomendada para el huerto familiar, irrelevante en el cultivo comercial de frutas en la actualidad.

## Ploidismo
Diploide, auto estéril. Grupo de polinización D , Día 12.

Manzanas 'Baumann's Reinette'
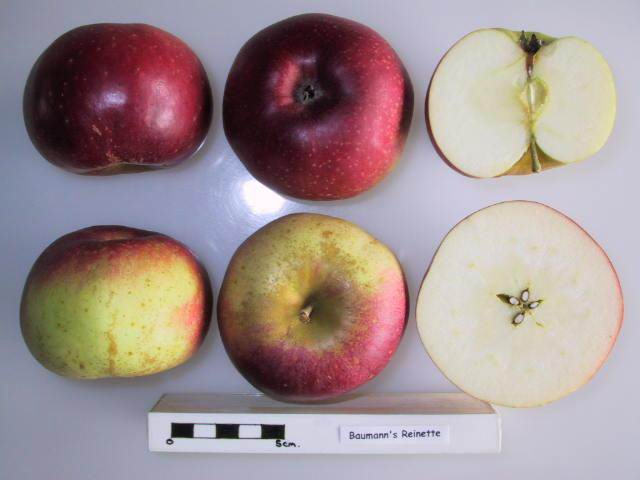
'Baumann's Reinette'.
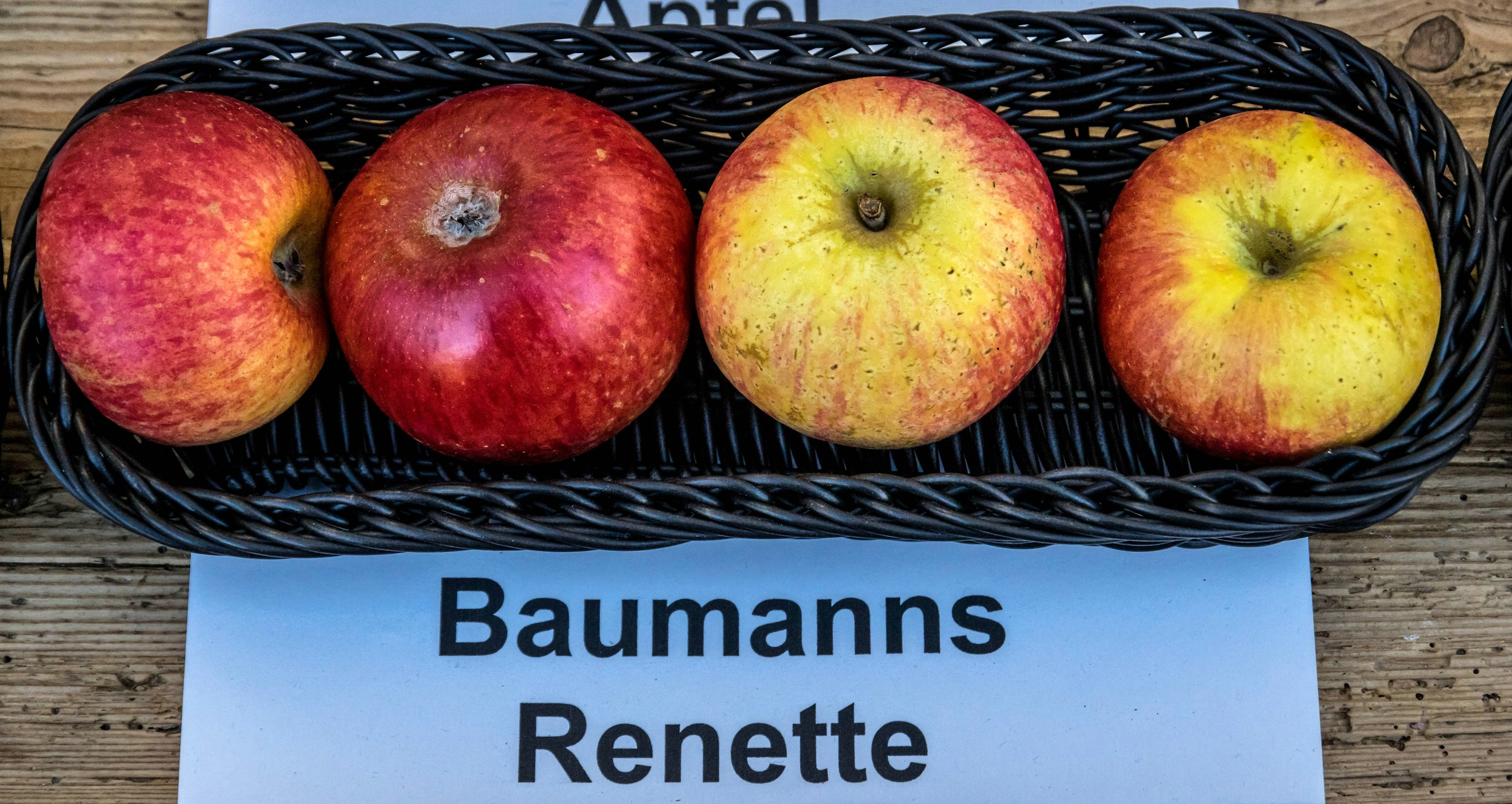
Manzanas 'Baumanns Renette'.
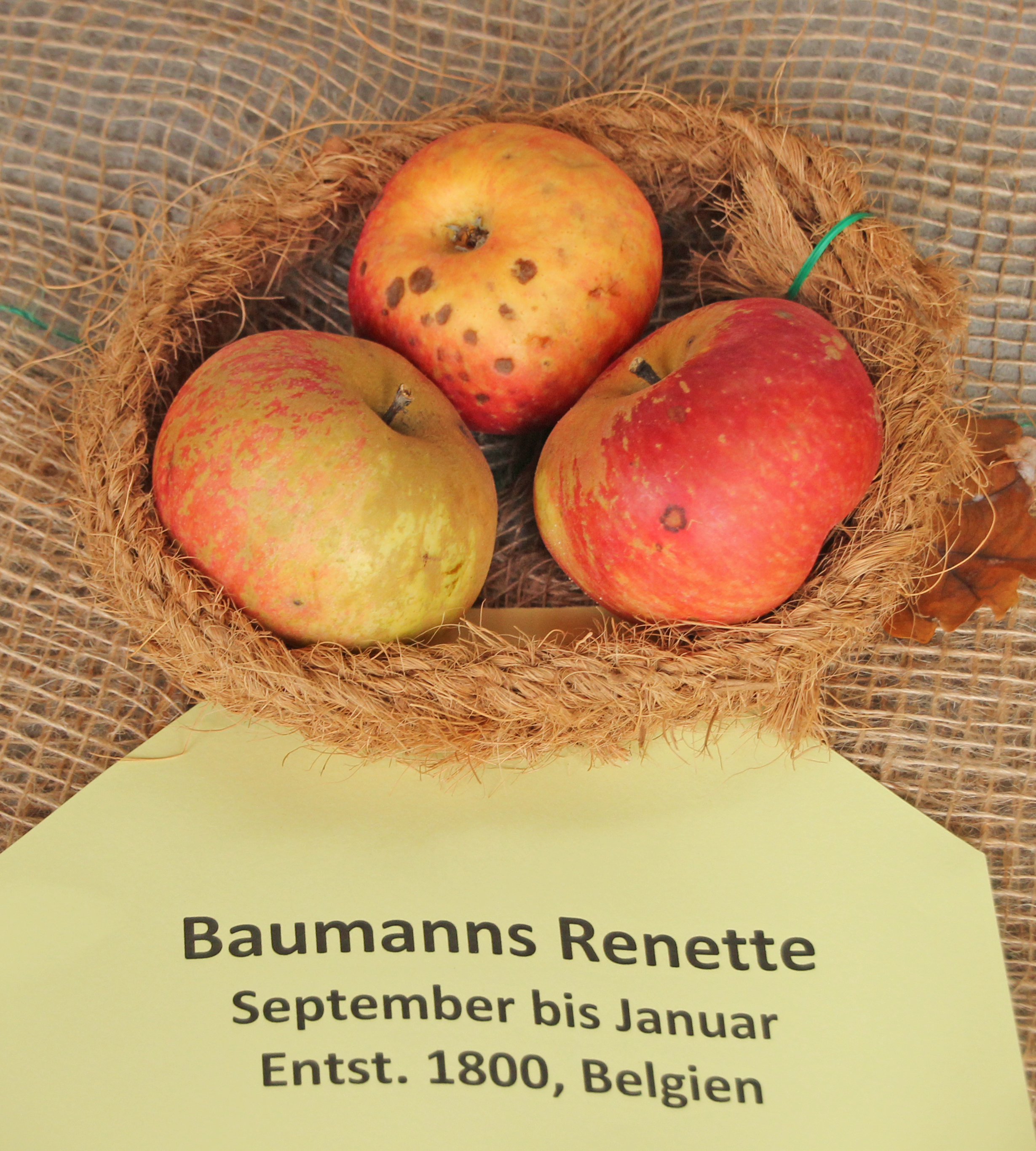
Manzanas 'Baumanns Renette'.